# 燊海井
29°22′37″N 104°47′08″E / 29.37694°N 104.78556°E
燊海井位于中国四川省自贡市大安区长堰塘，是一口清代凿成的天然气和黑卤生产井，是世界上第一口超千米深井，在钻井史上有里程碑式的意义，1988年1月13日列為第三批全國重點文物保護單位。1991年4月16日公佈為四川省第三批文物保護單位。
自贡是四川省著名的井盐生产地，凿井取卤水制盐具有悠久的历史。燊海井采用宋代发明的“冲击式顿钻凿井法”，凿成于清道光十五年（1835年），井深1001.42米，厂房占地约1500平方米，主要建筑有碓房、大车房、灶房、柜房等。燊海井凿成后，生产150余年，至20世纪80年代，设施残损严重，经1984年、1994年等多次维修，燊海井基本恢复历史上全盛时期面貌，现已停产卤水，但仍可产天然气。